# Nicolas Guillen (rink hockey)
Nicolas Guillen, né le 17 septembre 1982, est un gardien de but international français de rink hockey.

## Parcours sportifs
Il intègre l'équipe de France jeune chez les moins de 17 ans en 1998, puis connait deux participations en championnat d'Europe avec les moins de 20 ans en 2000 et 2001. 
En 2002 et 2004, il participe à la Coupe latine et à la coupe des nations en 2007. Cette même année, il est sélectionné pour le championnat du monde. Il sera de nouveau sélectionné pour les mondiaux de 2009. 

## Palmarès
- Mondial 5e place : 2007 et 2009.